# Cottesmore
Cottesmore è un villaggio e parrocchia civile dell'Inghilterra, appartenente alla contea del Rutland.
È nota principalmente per essere stata la sede di un aeroporto militare inglese, il RAF Cottesmore.